# Peponium caledonicum
Peponium caledonicum är en gurkväxtart som först beskrevs av Otto Wilhelm Sonder, och fick sitt nu gällande namn av Adolf Engler. Peponium caledonicum ingår i släktet Peponium och familjen gurkväxter. Inga underarter finns listade i Catalogue of Life.